# Ульм (Монтана)
Ульм (англ. Ulm) — переписна місцевість (CDP) в США, в окрузі Каскейд штату Монтана. Населення — 723 особи (2020).

## Географія
Ульм розташований за координатами 47°25′17″ пн. ш. 111°31′24″ зх. д. / 47.42139° пн. ш. 111.52333° зх. д. (47.421315, -111.523401).  За даними Бюро перепису населення США в 2010 році переписна місцевість мала площу 53,85 км², з яких 52,20 км² — суходіл та 1,66 км² — водойми.

## Демографія
Згідно з переписом 2010 року, у переписній місцевості мешкало 738 осіб у 258 домогосподарствах у складі 191 родини. Густота населення становила 14 особи/км².  Було 281 помешкання (5/км²).
Расовий склад населення:
| - 93,4 % — білих - 3,1 % — корінних американців |

До двох чи більше рас належало 3,5 %. Частка іспаномовних становила 1,6 % від усіх жителів.
За віковим діапазоном населення розподілялося таким чином: 25,2 % — особи молодші 18 років, 62,1 % — особи у віці 18—64 років, 12,7 % — особи у віці 65 років та старші. Медіана віку мешканця становила 43,7 року. На 100 осіб жіночої статі у переписній місцевості припадало 106,7 чоловіків;  на 100 жінок у віці від 18 років та старших — 104,4 чоловіків також старших 18 років.
Середній дохід на одне домашнє господарство  становив 77 539 доларів США (медіана — 82 813), а середній дохід на одну сім'ю — 85 826 доларів (медіана — 88 333). За межею бідності перебувало 2,7 % осіб, у тому числі 0,0 % дітей у віці до 18 років та 2,3 % осіб у віці 65 років та старших.
Цивільне працевлаштоване населення становило 256 осіб. Основні галузі зайнятості: освіта, охорона здоров'я та соціальна допомога — 16,8 %, науковці, спеціалісти, менеджери — 12,1 %, публічна адміністрація — 11,7 %.